# Wolfgang Pietsch (Komponist)
Wolfgang Pietsch (* 1929 in Dresden; † 1974) war ein deutscher Komponist, der in der DDR tätig war.
Pietsch war Autodidakt. Er war als Orchesterleiter an der Ost-Berliner Volksbühne tätig und komponierte die Musik für zahlreiche Kino- und Fernsehfilme.
Im Jahr 1963 heiratete er die Schauspielerin Marianne Wünscher und hatte mit ihr einen Sohn. Sein Grab befindet sich auf dem Friedhof Pankow III.

## Fotografische Darstellung Pietschs
- Barbara Morgenstern: Wolfgang Pietsch und Marianne Wünscher[3]

## Filmografie (Auswahl)
- 1960: Das Zaubermännchen
- 1962: Fernsehpitaval: Auf der Flucht erschossen (Fernsehreihe)
- 1963: Bonner Pitaval: Die Affäre Heyde-Sawade
- 1964: Pension Boulanka
- 1965: Schlafwagen Paris–München (Fernsehfilm)
- 1965: Der Reserveheld
- 1966: Columbus 64
- 1968: Der Mord, der nie verjährt
- 1968–1970: Ich – Axel Cäsar Springer
- 1970: Ein junger Mann namens Engels – Ein Porträt in Briefen
- 1970: Caesar und Cleopatra (Theateraufzeichnung)
- 1971: Pygmalion XII
- 1971: Angebot aus Schenectady (Fernsehfilm)
- 1971: Der Arzt wider Willen (Theateraufzeichnung)
- 1971: Polizeiruf 110: Die Schrottwaage (TV-Reihe)
- 1971: Polizeiruf 110: Der Fall Lisa Murnau
- 1972: Polizeiruf 110: Der Tote im Fließ
- 1972: Polizeiruf 110: Das Haus an der Bahn
- 1972: Polizeiruf 110: Verbrannte Spur
- 1972: Polizeiruf 110: Blutgruppe AB
- 1972: Polizeiruf 110: Ein bißchen Alibi
- 1972: Polizeiruf 110: Blütenstaub
- 1972: Polizeiruf 110: Das Ende einer Mondscheinfahrt
- 1972: Polizeiruf 110: Die Maske
- 1973: Polizeiruf 110: Siegquote 180
- 1973: Alarm am See (TV-Reihe)
- 1975: Die Wildente (Theateraufzeichnung)

## Hörspiele (Auswahl)
- 1965: Mirko Božić: Trommeln. Kurzfassung (Komposition) – Regie: Renate Thormelen (Original-Hörspiel – Rundfunk der DDR)[4]